# Anna Handzlová
Anna Gavendová, född Handzlová den 4 juli 1946 i Třinec, död den 10 maj 2020 i Třinec, var en tjeckoslovakisk orienterare. Hon tog brons i stafett vid VM 1972 och 1974.